# Daniele Ghilardi
Daniele Ghilardi (Lucca, 6 gennaio 2003) è un calciatore italiano, difensore della Roma.

## Caratteristiche tecniche
Di piede destro, Ghilardi è un difensore centrale dotato di grande fisicità e capacità di lettura del gioco, oltreché una buona capacità nel posizionamento e nell'anticipare gli avversari. Impiegabile sia in una difesa a 3 che a 4, si distingue anche per le sue qualità nell'impostazione gioco mostrandosi sicuro nel possesso palla e preciso nei passaggi. Al contempo è anche aggressivo nei contrasti. Pecca per quanto riguarda la velocità, perciò preferisce temporeggiare quando viene puntato.

## Carriera

### Club

#### Gli inizi
Ghilardi è cresciuto nelle giovanili della Lucchese dai 5 ai 9 anni, da ragazzino ha giocato come portiere e attaccante. A 9 anni si è trasferito nelle giovanili della Fiorentina, ha fatto la trafila nelle categorie giovanili e nel 2021 ha firmato il suo primo contratto da professionista.
Il 17 gennaio 2022 è passato al Verona in prestito con opzione di riscatto, e il 16 luglio seguente viene riscattato per 500.000 euro dai gialloblù.

#### Prestiti al Mantova e alla Sampdoria
Nell'estate del 2022, a 19 anni, viene ceduto in prestito al Mantova in Serie C, dove ottiene 25 presenze totali e realizza 1 gol in campionato.
L'11 agosto 2023 viene ceduto in prestito con obbligo di riscatto condizionato alla Sampdoria neo-retrocessa in Serie B. Schierato titolare dall'allenatore Andrea Pirlo, segna la sua prima rete con i blucerchiati il 28 gennaio 2024, contribuendo al successo per 2-1 in casa del Cittadella.

#### Ritorno al Verona
Nella stagione 2024-2025 fa ritorno al Verona, con cui esordisce in Serie A il 4 ottobre 2024, a 21 anni, partendo da titolare nel derby vinto per 2-1 contro il Venezia. Divenuto titolare nel corso del girone di ritorno, ottiene 24 presenze e contribuisce alla salvezza della squadra veneta.

#### Roma
Il 2 agosto 2025 viene ingaggiato a titolo definitivo dalla Roma.

### Nazionale
Ghilardi ha rappresentato l'Italia in diverse nazionali giovanili a partite dall'Under-17.
Nel 2023 disputa il Mondiale Under-20 in Argentina, dove gli Azzurrini guidati da Nunziata ottengono il secondo posto dopo aver perso in finale contro l'Uruguay.
Ha esordito in nazionale Under-21 l'8 settembre 2023, nella partita di qualificazione all'Europeo di categoria pareggiata (0-0) contro la Lettonia.  Nel giugno 2025 viene convocato per l'Europeo Under-21 organizzato in Slovacchia.

## Statistiche

### Presenze e reti nei club
Statistiche aggiornate al 25 maggio 2025.
| Stagione        | Squadra         | Campionato      | Campionato | Campionato | Coppe nazionali | Coppe nazionali | Coppe nazionali | Coppe continentali | Coppe continentali | Coppe continentali | Altre coppe | Altre coppe | Altre coppe | Totale | Totale |
| Stagione        | Squadra         | Comp            | Pres       | Reti       | Comp            | Pres            | Reti            | Comp               | Pres               | Reti               | Comp        | Pres        | Reti        | Pres   | Reti   |
| --------------- | --------------- | --------------- | ---------- | ---------- | --------------- | --------------- | --------------- | ------------------ | ------------------ | ------------------ | ----------- | ----------- | ----------- | ------ | ------ |
| 2022-2023       | Mantova         | C               | 21+2       | 1          | CI-C            | 2               | 0               | -                  | -                  | -                  | -           | -           | -           | 25     | 1      |
| 2023-2024       | Sampdoria       | B               | 37+1       | 2          | CI              | 2               | 0               | -                  | -                  | -                  | -           | -           | -           | 40     | 2      |
| 2024-2025       | Verona          | A               | 24         | 0          | CI              | 0               | 0               | -                  | -                  | -                  | -           | -           | -           | 24     | 0      |
| 2025-2026       | Roma            | A               | -          | -          | CI              | -               | -               | UEL                | -                  | -                  | -           | -           | -           | -      | -      |
| Totale carriera | Totale carriera | Totale carriera | 85         | 3          |                 | 4               | 0               |                    | 0                  | 0                  |             | 0           | 0           | 89     | 3      |

### Cronologia presenze e reti in nazionale
| Cronologia completa delle presenze e delle reti in nazionale ― Italia under 21 | Cronologia completa delle presenze e delle reti in nazionale ― Italia under 21 | Cronologia completa delle presenze e delle reti in nazionale ― Italia under 21 | Cronologia completa delle presenze e delle reti in nazionale ― Italia under 21 | Cronologia completa delle presenze e delle reti in nazionale ― Italia under 21 | Cronologia completa delle presenze e delle reti in nazionale ― Italia under 21 | Cronologia completa delle presenze e delle reti in nazionale ― Italia under 21 | Cronologia completa delle presenze e delle reti in nazionale ― Italia under 21 |
| Data                                                                           | Città                                                                          | In casa                                                                        | Risultato                                                                      | Ospiti                                                                         | Competizione                                                                   | Reti                                                                           | Note                                                                           |
| ------------------------------------------------------------------------------ | ------------------------------------------------------------------------------ | ------------------------------------------------------------------------------ | ------------------------------------------------------------------------------ | ------------------------------------------------------------------------------ | ------------------------------------------------------------------------------ | ------------------------------------------------------------------------------ | ------------------------------------------------------------------------------ |
| 8-9-2023                                                                       | Jūrmala                                                                        | Lettonia under 21                                                              | 0 – 0                                                                          | Italia under 21                                                                | Qual. Europeo Under-21 2025                                                    | -                                                                              |                                                                                |
| 16-11-2023                                                                     | Serravalle                                                                     | San Marino under 21                                                            | 0 – 7                                                                          | Italia under 21                                                                | Qual. Europeo Under-21 2025                                                    | -                                                                              |                                                                                |
| 22-3-2024                                                                      | Cesena                                                                         | Italia under 21                                                                | 2 – 0                                                                          | Lettonia under 21                                                              | Qual. Europeo Under-21 2025                                                    | -                                                                              |                                                                                |
| 26-3-2024                                                                      | Ferrara                                                                        | Italia under 21                                                                | 1 – 1                                                                          | Turchia under 21                                                               | Qual. Europeo Under-21 2025                                                    | 1                                                                              | 28’                                                                            |
| 6-6-2024                                                                       | Aubagne                                                                        | Ucraina under 21                                                               | 4 – 0                                                                          | Italia under 21                                                                | Torneo Maurice Revello 2024 - 1º turno                                         | -                                                                              |                                                                                |
| 12-6-2024                                                                      | Salon-de-Provence                                                              | Italia under 21                                                                | 1 – 0                                                                          | Indonesia under 21                                                             | Torneo Maurice Revello 2024 - 1º turno                                         | -                                                                              | 88’                                                                            |
| 16-6-2024                                                                      | Salon-de-Provence                                                              | Italia under 21                                                                | 1 – 0                                                                          | Francia under 21                                                               | Torneo Maurice Revello 2024 - Finale 3º posto                                  | -                                                                              | cap.                                                                           |
| 5-9-2024                                                                       | Latina                                                                         | Italia under 21                                                                | 7 – 0                                                                          | San Marino under 21                                                            | Qual. Europeo Under-21 2025                                                    | -                                                                              | 48’                                                                            |
| 10-9-2024                                                                      | Stavanger                                                                      | Norvegia under 21                                                              | 0 – 3                                                                          | Italia under 21                                                                | Qual. Europeo Under-21 2025                                                    | -                                                                              | 87’                                                                            |
| 15-10-2024                                                                     | Trieste                                                                        | Italia under 21                                                                | 1 – 1                                                                          | Irlanda under 21                                                               | Qual. Europeo Under-21 2025                                                    | -                                                                              |                                                                                |
| 19-11-2024                                                                     | La Spezia                                                                      | Italia under 21                                                                | 2 – 2                                                                          | Ucraina under 21                                                               | Amichevole                                                                     | -                                                                              |                                                                                |
| 24-3-2025                                                                      | Cittadella                                                                     | Italia under 21                                                                | 1 – 1                                                                          | Danimarca under 21                                                             | Amichevole                                                                     | -                                                                              |                                                                                |
| 11-6-2025                                                                      | Trnava                                                                         | Italia under 21                                                                | 1 – 0                                                                          | Romania under 21                                                               | Europeo Under-21 2025 - 1º turno                                               | -                                                                              |                                                                                |
| 14-6-2025                                                                      | Trnava                                                                         | Slovacchia under 21                                                            | 0 – 1                                                                          | Italia under 21                                                                | Europeo Under-21 2025 - 1º turno                                               | -                                                                              | 83’                                                                            |
| 17-6-2025                                                                      | Trnava                                                                         | Spagna under 21                                                                | 1 – 1                                                                          | Italia under 21                                                                | Europeo Under-21 2025 - 1º turno                                               | -                                                                              | cap. 40’                                                                       |
| 22-6-2025                                                                      | Dunajská Streda                                                                | Germania under 21                                                              | 3 – 2 dts                                                                      | Italia under 21                                                                | Europeo Under-21 2025 - Quarti di finale                                       | -                                                                              |                                                                                |
| Totale                                                                         |                                                                                | Presenze                                                                       | 16                                                                             |                                                                                | Reti                                                                           | 1                                                                              |                                                                                |

| Cronologia completa delle presenze e delle reti in nazionale ― Italia under 20 | Cronologia completa delle presenze e delle reti in nazionale ― Italia under 20 | Cronologia completa delle presenze e delle reti in nazionale ― Italia under 20 | Cronologia completa delle presenze e delle reti in nazionale ― Italia under 20 | Cronologia completa delle presenze e delle reti in nazionale ― Italia under 20 | Cronologia completa delle presenze e delle reti in nazionale ― Italia under 20 | Cronologia completa delle presenze e delle reti in nazionale ― Italia under 20 | Cronologia completa delle presenze e delle reti in nazionale ― Italia under 20 |
| Data                                                                           | Città                                                                          | In casa                                                                        | Risultato                                                                      | Ospiti                                                                         | Competizione                                                                   | Reti                                                                           | Note                                                                           |
| ------------------------------------------------------------------------------ | ------------------------------------------------------------------------------ | ------------------------------------------------------------------------------ | ------------------------------------------------------------------------------ | ------------------------------------------------------------------------------ | ------------------------------------------------------------------------------ | ------------------------------------------------------------------------------ | ------------------------------------------------------------------------------ |
| 17-11-2022                                                                     | Arad                                                                           | Romania under 20                                                               | 1 – 2                                                                          | Italia under 20                                                                | Elite League Under-20                                                          | -                                                                              | 55’                                                                            |
| 21-11-2022                                                                     | Sassuolo                                                                       | Italia under 20                                                                | 2 – 1                                                                          | Rep. Ceca under 20                                                             | Elite League Under-20                                                          | -                                                                              | 23’                                                                            |
| 23-3-2023                                                                      | Stavanger                                                                      | Norvegia under 20                                                              | 2 – 2                                                                          | Italia under 20                                                                | Elite League Under-20                                                          | -                                                                              |                                                                                |
| 27-3-2023                                                                      | Rovereto                                                                       | Italia under 20                                                                | 1 – 1                                                                          | Germania under 20                                                              | Elite League Under-20                                                          | -                                                                              |                                                                                |
| 21-5-2023                                                                      | Mendoza                                                                        | Italia under 20                                                                | 3 – 2                                                                          | Brasile under 20                                                               | Mondiali Under-20 2023 - 1º turno                                              | -                                                                              | 85’                                                                            |
| 24-5-2023                                                                      | Mendoza                                                                        | Italia under 20                                                                | 0 – 2                                                                          | Nigeria under 20                                                               | Mondiali Under-20 2023 - 1º turno                                              | -                                                                              |                                                                                |
| 27-5-2023                                                                      | Mendoza                                                                        | Rep. Dominicana under 20                                                       | 0 – 3                                                                          | Italia under 20                                                                | Mondiali Under-20 2023 - 1º turno                                              | -                                                                              | 31’                                                                            |
| 3-6-2023                                                                       | San Juan                                                                       | Colombia under 20                                                              | 1 – 3                                                                          | Italia under 20                                                                | Mondiali Under-20 2023 - Quarti                                                | -                                                                              |                                                                                |
| 8-6-2023                                                                       | La Plata                                                                       | Italia under 20                                                                | 2 – 1                                                                          | Corea del Sud under 20                                                         | Mondiali Under-20 2023 - Semifinale                                            | -                                                                              |                                                                                |
| 11-6-2023                                                                      | Buenos Aires                                                                   | Uruguay under 20                                                               | 1 – 0                                                                          | Italia under 20                                                                | Mondiali Under-20 2023 - Finale                                                | -                                                                              |                                                                                |
| Totale                                                                         |                                                                                | Presenze                                                                       | 10                                                                             |                                                                                | Reti                                                                           | 0                                                                              |                                                                                |

| Cronologia completa delle presenze e delle reti in nazionale ― Italia under 19 | Cronologia completa delle presenze e delle reti in nazionale ― Italia under 19 | Cronologia completa delle presenze e delle reti in nazionale ― Italia under 19 | Cronologia completa delle presenze e delle reti in nazionale ― Italia under 19 | Cronologia completa delle presenze e delle reti in nazionale ― Italia under 19 | Cronologia completa delle presenze e delle reti in nazionale ― Italia under 19 | Cronologia completa delle presenze e delle reti in nazionale ― Italia under 19 | Cronologia completa delle presenze e delle reti in nazionale ― Italia under 19 |
| Data                                                                           | Città                                                                          | In casa                                                                        | Risultato                                                                      | Ospiti                                                                         | Competizione                                                                   | Reti                                                                           | Note                                                                           |
| ------------------------------------------------------------------------------ | ------------------------------------------------------------------------------ | ------------------------------------------------------------------------------ | ------------------------------------------------------------------------------ | ------------------------------------------------------------------------------ | ------------------------------------------------------------------------------ | ------------------------------------------------------------------------------ | ------------------------------------------------------------------------------ |
| 13-8-2021                                                                      | Firenze                                                                        | Italia under 19                                                                | 1 – 0                                                                          | Albania under 19                                                               | Amichevole                                                                     | -                                                                              | 46’                                                                            |
| 2-9-2021                                                                       | Burton-upon-Trent                                                              | Inghilterra under 19                                                           | 2 – 0                                                                          | Italia under 19                                                                | Amichevole                                                                     | -                                                                              | 62’                                                                            |
| 6-9-2021                                                                       | Katwijk                                                                        | Paesi Bassi under 19                                                           | 0 – 3                                                                          | Italia under 19                                                                | Amichevole                                                                     | -                                                                              |                                                                                |
| 12-10-2021                                                                     | Gornja Radgona                                                                 | Slovenia under 19                                                              | 1 – 3                                                                          | Italia under 19                                                                | Qual. Europeo Under-19 2022                                                    | -                                                                              |                                                                                |
| 11-11-2021                                                                     | Budapest                                                                       | Ungheria under 19                                                              | 0 – 1                                                                          | Italia under 19                                                                | Amichevole                                                                     | -                                                                              |                                                                                |
| 9-2-2022                                                                       | Taranto                                                                        | Italia under 19                                                                | 1 – 0                                                                          | Turchia under 19                                                               | Amichevole                                                                     | -                                                                              | 46’                                                                            |
| 23-3-2022                                                                      | Vantaa                                                                         | Italia under 19                                                                | 2 – 2                                                                          | Germania under 19                                                              | Qual. Europeo Under-19 2022                                                    | -                                                                              | 87’                                                                            |
| 26-3-2022                                                                      | Vantaa                                                                         | Italia under 19                                                                | 4 – 0                                                                          | Finlandia under 19                                                             | Qual. Europeo Under-19 2022                                                    | -                                                                              |                                                                                |
| 29-3-2022                                                                      | Vantaa                                                                         | Belgio under 19                                                                | 0 – 2                                                                          | Italia under 19                                                                | Qual. Europeo Under-19 2022                                                    | -                                                                              | 65’                                                                            |
| 18-6-2022                                                                      | Dunajská Streda                                                                | Italia under 19                                                                | 2 – 1                                                                          | Romania under 19                                                               | Europeo Under-19 2022 - 1º turno                                               | -                                                                              |                                                                                |
| 21-6-2022                                                                      | Trnava                                                                         | Slovacchia under 19                                                            | 0 – 1                                                                          | Italia under 19                                                                | Europeo Under-19 2022 - 1º turno                                               | -                                                                              | 78’                                                                            |
| 28-6-2022                                                                      | Senec                                                                          | Inghilterra under 19                                                           | 2 – 1                                                                          | Italia under 19                                                                | Europeo Under-19 2022 - Semifinale                                             | -                                                                              | 61’                                                                            |
| Totale                                                                         |                                                                                | Presenze                                                                       | 12                                                                             |                                                                                | Reti                                                                           | 0                                                                              |                                                                                |

| Cronologia completa delle presenze e delle reti in nazionale ― Italia under 18 | Cronologia completa delle presenze e delle reti in nazionale ― Italia under 18 | Cronologia completa delle presenze e delle reti in nazionale ― Italia under 18 | Cronologia completa delle presenze e delle reti in nazionale ― Italia under 18 | Cronologia completa delle presenze e delle reti in nazionale ― Italia under 18 | Cronologia completa delle presenze e delle reti in nazionale ― Italia under 18 | Cronologia completa delle presenze e delle reti in nazionale ― Italia under 18 | Cronologia completa delle presenze e delle reti in nazionale ― Italia under 18 |
| Data                                                                           | Città                                                                          | In casa                                                                        | Risultato                                                                      | Ospiti                                                                         | Competizione                                                                   | Reti                                                                           | Note                                                                           |
| ------------------------------------------------------------------------------ | ------------------------------------------------------------------------------ | ------------------------------------------------------------------------------ | ------------------------------------------------------------------------------ | ------------------------------------------------------------------------------ | ------------------------------------------------------------------------------ | ------------------------------------------------------------------------------ | ------------------------------------------------------------------------------ |
| 4-6-2021                                                                       | Gradisca d'Isonzo                                                              | Italia under 18                                                                | 3 – 1                                                                          | Austria under 18                                                               | Amichevole                                                                     | -                                                                              | 46’ 45’                                                                        |
| Totale                                                                         |                                                                                | Presenze                                                                       | 1                                                                              |                                                                                | Reti                                                                           | 0                                                                              |                                                                                |

| Cronologia completa delle presenze e delle reti in nazionale ― Italia under 17 | Cronologia completa delle presenze e delle reti in nazionale ― Italia under 17 | Cronologia completa delle presenze e delle reti in nazionale ― Italia under 17 | Cronologia completa delle presenze e delle reti in nazionale ― Italia under 17 | Cronologia completa delle presenze e delle reti in nazionale ― Italia under 17 | Cronologia completa delle presenze e delle reti in nazionale ― Italia under 17 | Cronologia completa delle presenze e delle reti in nazionale ― Italia under 17 | Cronologia completa delle presenze e delle reti in nazionale ― Italia under 17 |
| Data                                                                           | Città                                                                          | In casa                                                                        | Risultato                                                                      | Ospiti                                                                         | Competizione                                                                   | Reti                                                                           | Note                                                                           |
| ------------------------------------------------------------------------------ | ------------------------------------------------------------------------------ | ------------------------------------------------------------------------------ | ------------------------------------------------------------------------------ | ------------------------------------------------------------------------------ | ------------------------------------------------------------------------------ | ------------------------------------------------------------------------------ | ------------------------------------------------------------------------------ |
| 9-9-2019                                                                       | Duisburg                                                                       | Belgio under 17                                                                | 1 – 1                                                                          | Italia under 17                                                                | Amichevole                                                                     | -                                                                              | 62’                                                                            |
| 4-12-2019                                                                      | Clairefontaine-en-Yvelines                                                     | Francia under 17                                                               | 0 – 2                                                                          | Italia under 17                                                                | Amichevole                                                                     | -                                                                              |                                                                                |
| 15-1-2020                                                                      | Firenze                                                                        | Italia under 17                                                                | 0 – 1                                                                          | Spagna under 17                                                                | Amichevole                                                                     | -                                                                              | 46’                                                                            |
| Totale                                                                         |                                                                                | Presenze                                                                       | 3                                                                              |                                                                                | Reti                                                                           | 0                                                                              |                                                                                |